# Kazimierz Kujda
Kazimierz Stanisław Kujda (ur. 14 czerwca 1952 w Babicach) – inżynier, ekonomista, urzędnik, doktor nauk technicznych. Kłamca lustracyjny, tajny współpracownik organu bezpieczeństwa PRL.

## Życiorys
Syn Ludwika. Jest absolwentem Wydziału Elektrycznego Politechniki Warszawskiej oraz Wydziału Ekonomiki Produkcji Szkoły Głównej Planowania i Statystyki w Warszawie. Uzyskał również dyplom MBA w Centrum Kształcenia Menedżerów przy Wydziale Zarządzania Uniwersytetu Warszawskiego.
Od 1973 należał do Socjalistycznego Związku Studentów Polskich. W latach 1979–1987 był zarejestrowany jako tajny współpracownik Służby Bezpieczeństwa o pseudonimie Ryszard. Od 1979 do 1981 utrzymywał regularne kontakty z oficerem prowadzącym. Po powrocie z wyjazdu zagranicznego, w 1983 zażądał zaprzestania współpracy. W późniejszym oświadczeniu lustracyjnym skłamał o braku współpracy w PRL.
W 1986 uzyskał stopień doktora nauk technicznych na Wydziale Elektrycznym Politechniki Warszawskiej. W 1998 rozpoczął pracę w Narodowym Funduszu Ochrony Środowiska i Gospodarki Wodnej. W latach 1998–2000 i 2005–2006 był zastępcą prezesa zarządu Funduszu, a jego prezesem w latach 2000–2002, 2006–2008 i ponownie od 2015 do 2019. W latach 1998–2001 i w 2006 był członkiem Rady Nadzorczej Banku Ochrony Środowiska.
Był także rektorem Szkoły Wyższej im. Bogdana Jańskiego w Warszawie (2004–2005) oraz rektorem Wyższej Szkoły Zarządzania i Przedsiębiorczości im. Bogdana Jańskiego w Łomży (2004–2007). Zasiadał w zarządzie Fundacji Prasowej „Solidarność”. W latach 1995–1998 oraz 2008–2015 pełnił funkcję prezesa zarządu przedsiębiorstwa Srebrna i był w zarządzie wydawnictwa Słowo Niezależne związanego z Tomaszem Sakiewiczem, obu powiązanych z Jarosławem Kaczyńskim, a . W październiku 2015 r. elektryk został powołany przez Andrzeja Dudę w skład Narodowej Rady Rozwoju.
18 grudnia 2015 został przez Ministra Środowiska Jana Szyszkę powołany na stanowisko prezesa Narodowego Funduszu Ochrony Środowiska i Gospodarki Wodnej. 12 lutego 2019 złożył dymisję z tego stanowiska. Dwa dni później rzecznik Prezydenta Polski Błażej Spychalski poinformował, że Kazimierz Kujda został zawieszony w członkostwie Narodowej Rady Rozwoju po doniesieniach medialnych o kłamstwie lustracyjnym i współpracy ze SB. W lutym 2021 Instytut Pamięci Narodowej potwierdził tajną współpracę Kazimierza Kujdy ze Służbą Bezpieczeństwa MSW. W październiku 2021 został przewodniczącym Rady Nadzorczej Polskiej Spółki Gazownictwa, 11 marca 2024 został odwołany z tej funkcji. Od kwietnia 2023 roku do stycznia 2024 r. był członkiem rady nadzorczej Banku Gospodarstwa Krajowego. W latach 2024–2025 ponownie kierował spółką Srebrna.
14 czerwca 2022 Sąd Okręgowy w Warszawie uznał Kazimierza Kujdę za kłamcę lustracyjnego.
Po apelacji zainteresowanego, 29 stycznia 2025 roku Sąd Apelacyjny w Warszawie utrzymał orzeczenie o kłamcy lustracyjnym.